# Lợi ích từ thương mại
Trong kinh tế học, lợi ích từ thương mại là những lợi ích ròng đối với các tác nhân kinh tế được phép tăng trong hoạt động buôn bán tự nguyên với nhau. Về mặt kỹ thuật, chúng là sự gia tăng của thặng dư tiêu dùng cộng với thặng dư nhà sản xuất từ việc giảm thuế quan hơn hoặc tự do hóa thương mại khác.

## Động lực
Lợi ích từ thương mại thường được mô tả là kết quả từ:

- Chuyên môn hóa sản xuất từ phân công lao động, tính kinh tế theo quy mô, phạm vi và sự tích tụ và sự sẵn có tương đối của các nguồn nhân tố trong các loại sản lượng của trang trại, doanh nghiệp, địa điểm và nền kinh tế.[5][6]
- Kết quả của việc tăng tổng khả năng sản lượng
- Giao dịch thông qua các thị trường từ việc bán một loại sản lượng cho hàng hóa khác, có giá trị cao hơn.[7]

Các ưu đãi thị trường, chẳng hạn như phản ánh trong giá đầu ra và đầu vào, được lý thuyết hóa để thu hút các yếu tố sản xuất, bao gồm cả lao động, vào các hoạt động theo lợi thế so sánh, nghĩa là mỗi yếu tố này đều có chi phí cơ hội thấp. Các chủ sở hữu yếu tố sau đó sử dụng thu nhập tăng thêm của họ từ việc chuyên môn hóa đó để mua hàng hóa có giá trị cao hơn mà nếu không họ sẽ là những nhà sản xuất với chi phí cao, do đó họ thu được lợi nhuận từ thương mại. Khái niệm này có thể được áp dụng cho toàn bộ nền kinh tế cho các lựa chọn thay thế của autarky (phi thương mại) hoặc thương mại. Một thước đo tổng lợi nhuận từ thương mại là tổng thặng dư của người tiêu dùng và lợi nhuận của nhà sản xuất hay nói một cách nôm na hơn là sản lượng tăng do chuyên môn hóa trong sản xuất với kết quả là thương mại. Lợi nhuận từ thương mại cũng có thể đề cập đến lợi ích ròng cho một quốc gia từ việc giảm các rào cản đến thương mại như thuế quan đối với nhập khẩu.

Năm 1817, David Ricardo lần đầu tiên tuyên bố rõ ràng và chứng minh nguyên tắc lợi thế so sánh, gọi là "giải thích phân tích cơ bản" cho nguồn gốc của lợi ích từ thương mại. Nhưng từ việc xuất bản cuốn sách Sự giàu có của các quốc gia của Adam Smith vào năm 1776, người ta đã lập luận rộng rãi rằng, với sự cạnh tranh và không có sự bóp méo thị trường, những lợi ích đó có ý nghĩa tích cực trong việc tiến tới tự do thương mại và tránh xa các mức thuế nhập khẩu cao ngất ngưỡng hoặc nghiêm trọng. Các tuyên bố nghiêm ngặt đương thời ban đầu về các điều kiện theo đó đề xuất này được tìm thấy ở Samuelson vào năm 1939 và 1962. Đối với trường hợp chung có thể phân tích được của hàng hóa Arrow - Debreu, các bằng chứng chính thức đã được đưa ra vào năm 1972 để xác định tình trạng không người thua cuộc trong việc chuyển từ tự cung tự cấp sang thương mại tự do.

Nó không có nghĩa rằng không có thuế quan là tốt nhất mà một nền kinh tế có thể làm. Thay vào đó, một nền kinh tế lớn có thể có thể đặt thuế và trợ cấp để có lợi cho nền kinh tế đó bằng chi phí của các nền kinh tế khác. Kết quả sau này của Kemp và những người khác đã cho thấy rằng trong một thế giới Arrow – Debreu với một hệ thống các cơ chế bù trừ tổng hợp, tương ứng với liên minh thuế quan cho một nhóm nhỏ các quốc gia nhất định(được mô tả bằng thương mại tự do giữa một nhóm các nền kinh tế và một nhóm chung thuế quan), có một loạt các mức thuế chung của thế giới để không có quốc gia nào thiệt thòi hơn trong liên minh thuế quan nhỏ hơn. Đề xuất là nếu một liên minh thuế quan có lợi cho một nền kinh tế, thì có một liên minh thuế quan toàn cầu ít nhất là tốt cho mỗi quốc gia trên thế giới.

## Đo lường
Các nhà kinh tế học cổ điển cho rằng có hai phương pháp để đo lường lợi ích từ thương mại: 1) thương mại quốc tế làm tăng thu nhập quốc dân, giúp chúng ta có được hàng nhập khẩu với giá thấp; 2) Lợi ích được đo lường về mặt thương mại. Để đo lường lợi ích từ thương mại, cần phải so sánh chi phí sản xuất của một nước với chi phí sản xuất của nước ngoài cho cùng một sản phẩm. Tuy nhiên, rất khó để có được kiến thức về chi phí sản xuất và chi phí nhập khẩu trong nước. Do đó, các điều khoản của phương pháp thương mại được ưu tiên hơn để đo lường lợi ích từ thương mại.

## Các yếu tố ảnh hưởng đến lợi ích
Có một số yếu tố quyết định lợi ích từ thương mại quốc tế:

1. Sự khác biệt về tỷ lệ chi phí: lợi ích từ thương mại quốc tế phụ thuộc vào tỷ lệ chi phí của sự khác biệt về tỷ lệ chi phí so sánh ở hai quốc gia giao dịch. Sự khác biệt giữa tỷ giá hối đoái và chi phí sản xuất càng nhỏ thì lợi ích từ thương mại càng nhỏ và ngược lại.
2. Cung và cầu: Nếu một quốc gia có cầu và cung co giãn sẽ thu được lợi ích từ thương mại cao hơn nếu cung và cầu không co giãn.
3. Yếu tố sẵn có: Thương mại quốc tế dựa trên sự chuyên môn hóa và một quốc gia chuyên môn hóa tùy thuộc vào sự sẵn có của các yếu tố sản xuất. Nó sẽ tăng tỷ lệ chi phí nội địa và do đó thu được lợi ích từ thương mại.
4. Quy mô của một quốc gia: Nếu một quốc gia có quy mô nhỏ, họ tương đối dễ dàng để chuyên môn hóa sản xuất một mặt hàng và xuất khẩu sản lượng thặng dư sang một quốc gia lớn và có thể nhận được nhiều lợi ích từ thương mại quốc tế hơn. Trong khi đó, nếu một quốc gia có quy mô lớn thì họ phải chuyên môn hóa về nhiều hơn một hàng hóa vì sản xuất dư thừa chỉ một hàng hóa không xuất khẩu hoàn toàn sang một quốc gia có quy mô nhỏ vì nhu cầu về hàng hóa sẽ giảm rất thường xuyên. Vì vậy, quy mô của đất nước càng nhỏ, lợi ích từ thương mại càng lớn.
5. Điều khoản thương mại: Lợi ích từ thương mại sẽ phụ thuộc vào các điều khoản thương mại. Nếu tỷ lệ chi phí và các điều khoản thương mại gần nhau hơn sẽ là lợi ích từ thương mại của các quốc gia tham gia.
6. Hiệu quả sản xuất: Sự gia tăng trong hiệu quả sản xuất của một quốc gia cũng xác định lợi ích từ thương mại của quốc gia đó vì nó làm giảm chi phí sản xuất và giá cả của hàng hóa. Do đó, quốc gia nhập khẩu được lợi bằng cách nhập khẩu hàng giá rẻ.

## Lợi ích tĩnh và động thu được từ thương mại
Lợi ích từ thương mại có thể được bao gồm cả lợi ích tĩnh và lợi ích tĩnh từ thương mại. Lợi ích tĩnh có nghĩa là sự gia tăng phúc lợi xã hội do sản lượng quốc gia tối đa hóa nhờ sử dụng tối ưu các nguồn lực hoặc tài nguyên của quốc gia. Lợi ích động từ thương mại, là những lợi ích thúc đẩy tăng trưởng kinh tế của các quốc gia tham gia.
Lợi ích tĩnh là kết quả của hoạt động của lý thuyết về chi phí so sánh trong lĩnh vực ngoại thương. Theo nguyên tắc này, các quốc gia sử dụng tối ưu các nguồn lực có sẵn của họ để sản lượng quốc gia của họ lớn hơn, điều này cũng làm tăng mức độ phúc lợi xã hội trong nước. Khi có sự ra đời của ngoại thương trong nền kinh tế kết quả được gọi là lợi nhuận tĩnh từ thương mại.
Lợi ích động từ thương mại liên quan đến sự phát triển kinh tế của nền kinh tế. Chuyên môn hóa của đất nước để sản xuất những mặt hàng phù hợp nhất dẫn đến một khối lượng lớn sản phẩm chất lượng được tạo ra nhằm thúc đẩy tăng trưởng. Do đó, việc mở rộng thị trường trong nước sang thị trường nước ngoài sẽ thúc đẩy tăng trưởng kinh tế.